# Templemania
Templemania is een geslacht van vlinders van de familie bladrollers (Tortricidae), uit de onderfamilie Tortricinae.

## Soorten
- T. animosana (Busck, 1907)
- T. apertana (Walsingham, 1914)
- T. millistriata (Walsingham, 1914)
- T. rhythmogramma (Meyrick, 1924)
- T. sarothrura (Felder & Rogenhofer, 1875)